# Protium nervosum
Protium nervosum är en tvåhjärtbladig växtart som beskrevs av José Cuatrecasas. Protium nervosum ingår i släktet Protium och familjen Burseraceae. Inga underarter finns listade i Catalogue of Life.